# Clase Brooklyn
Los cruceros ligeros clase Brooklyn fueron creados por la armada de los Estados Unidos para combatir con los cruceros ligeros japoneses clase Mogami. Era la primera vez que se construía un tipo de barco pensando en las características de su posible rival.
Tras el Tratado Naval de Londres, la marina norteamericana se vio obligada a revisar sus planes de construcción de cruceros pesados y entre estos cambios lo que inicialmente iban a ser cruceros pesados con cañones de 203 mm quedaron en ligeros de 152 mm (pudiendo así cargar más cañones y asegurando una rapidez de tiro no alcanzada hasta entonces por buques de estas características).
La línea de montado de las torres de cañones fue tomada de la clase de cruceros pesados japoneses Takao y el armamento casi virtualmente copiado de los Mogami. 
Hubo modificaciones implantadas al armamento de los diversos barcos de la clase (en especial en los cañones secundarios). 

## Nombres originales
| Nombre           | Número | Constructor | Asignado | Transferido a                | Destino                                      |
| ---------------- | ------ | ----------- | -------- | ---------------------------- | -------------------------------------------- |
| USS Brooklyn     | CL-40  |             |          | Chile (O'Higgins)            | Hundido mientras iba camino a ser desguazado |
| USS Philadelphia | CL-41  |             |          | Brasil (Barroso)             | Desguazado                                   |
| USS Savannah     | CL-42  |             |          |                              | Desguazado en 1960                           |
| USS Nashville    | CL-43  |             |          | Chile (Capitán Prat)         | Desguazado                                   |
| USS Phoenix      | CL-46  |             |          | Argentina (General Belgrano) | Hundido en 1982                              |
| USS Boise        | CL-47  |             |          | Argentina (Nueve de Julio)   | Desguazado                                   |
| USS Honolulu     | CL-48  |             |          |                              | Desguazado en 1959                           |
| USS St. Louis    | CL-49  |             |          | Brasil (Tamandaré)           | Desguazado                                   |
| USS Helena       | CL-50  |             |          |                              | Hundido en 1945                              |